# Josef Molzer (Politiker)
Josef Molzer (* 17. November 1914 in Korneuburg; † 5. Februar 1993 ebenda) war ein österreichischer Politiker (ÖVP) und Baumeister. Er war von 1969 bis 1993 Abgeordneter zum Landtag von Niederösterreich. 
Molzer  besuchte nach der Realschule die Technische Hochschule Wien und schloss sein Studium 1938 als Diplomingenieur ab. Er war während des Zweiten Weltkriegs zwischen 1940 und 1945 dienstverpflichtet in Linz und wurde 1949
Mitinhaber eines Bauunternehmens. Daneben wirkte er von 1965 bis 1985 als Landesinnungsmeister sowie zwischen 1967 und 1985 als Bundesinnungsmeister. Des Weiteren war er zwischen 1970 und 1975 Obmannstellvertreter der Bundessektion Gewerbe, danach wirkte er bis 1980 als deren Obmann. Molzer, dem der Berufstitel Kommerzialrat verliehen wurde, vertrat die ÖVP vom 20. November 1969 bis zum 4. November 1983 im Niederösterreichischen Landtag. 